# Lasiodiamesa tenebrosa
Lasiodiamesa tenebrosa är en tvåvingeart som först beskrevs av Daniel William Coquillett 1905.  Lasiodiamesa tenebrosa ingår i släktet Lasiodiamesa och familjen fjädermyggor. Inga underarter finns listade i Catalogue of Life.